# Adolf Goedecke
Robert Adolf Goedecke (geboren am 27. Juni 1860 in Magdeburg; gestorben am 21. Juni 1945 in Bad Heilbrunn) war ein preußischer Verwaltungsbeamter und Landrat.

## Leben
Der Protestant Adolf Goedecke war ein Sohn des Kaufmanns Wilhelm Robert Goedecke und dessen Ehefrau Adolfine Helene, geborene Hoffmann. Nach Ende seiner gymnasialen Ausbildung absolvierte er u. a. in Freiburg ein Studium der Rechtswissenschaften, wonach er am 27. Dezember 1883 zum Gerichtsreferendar ernannt wurde. Nach der Ernennung zum Regierungsreferendar am 9. Dezember 1886 begann er eine Tätigkeit bei der Regierung Lüneburg. Nach der Beförderung zum Regierungsassessor am 22. Oktober 1890 wurde er beim Oberpräsidium der Rheinprovinz in Koblenz beschäftigt. Am 5. Juli 1896 wurde er zum kommissarischen Landrat des Landkreises Wetzlar ernannt, dem zum 1. April 1897 die definitive Ernennung folgte. Ab dem 1. April 1900 wechselte er als Hilfsarbeiter in das Preußische Finanzministerium, wo er am 7. November 1900 zum Geheimen Finanz- und Vortragenden Rat (mit Bestallung) befördert wurde. Am 16. November 1903 (mit Bestallung) zum Geheimen Oberfinanzrat befördert, wurde er nachfolgend im Jahr 1911 (mit Dimissorale vom 14. Juli 1911) außer Dienst gestellt. Von August 1914 bis zum 31. Juli 1917 war er nochmals in Form einer freiwilligen Dienstleistung im Preußischen Finanzministerium tätig.

## Auszeichnungen
- 1903: Kronenorden 3. Klasse
- 1907: Roter Adlerorden 3. Klasse mit Schleife
- 1917: Roter Adlerorden 2. Klasse[1]

## Familie
Adolf Goedecke heiratete am 11. Mai 1892 in Freiburg im Breisgau Marguerita Eckstein († nach 1945), Tochter des Fabrikanten Heinrich Eckstein aus Freiburg im Breisgau.